# F-15 Strike Eagle II
F-15 Strike Eagle II is een computerspel van MicroProse. Het werd in 1989 voor het eerst uitgebracht voor DOS. Later volgende ook enkele ports naar andere platformen. In dit spel kunnen missies gevlogen worden naar Libië, Perzische Golf, Midden Oosten en Vietnam. De speler bestuurt een F-15 en moet diverse gronddoelen uitschakelen. Het spel telt elf camerahoeken. Voor nieuwe spelers is er een trainingmode.

## Platforms
| Jaar | Platform                      |
| ---- | ----------------------------- |
| 1989 | DOS                           |
| 1990 | PC-98                         |
| 1991 | Amiga, Atari ST, Sharp X68000 |
| 1993 | Sega Mega Drive               |

## Ontvangst
| Beoordeeld door                      | Platform | Datum            | Score |
| ------------------------------------ | -------- | ---------------- | ----- |
| Computer and Video Games (CVG)       | Atari ST | november 1991    | 94%   |
| ST Format                            | Atari ST | september 1991   | 90%   |
| Zero                                 | Atari ST | oktober 1991     | 88%   |
| Joker Verlag präsentiert: Sonderheft | DOS      | 1990             | 84%   |
| Datormagazin                         | Amiga    | 29 augustus 1991 | 79%   |
| Power Play                           | DOS      | oktober 1989     | 77%   |
| Amiga Action                         | Amiga    | augustus 1991    | 75%   |
| Power Play                           | Amiga    | september 1991   | 75%   |
| Computer Gaming World (CGW)          | DOS      | juni 1991        | 70%   |
| Computer Gaming World (CGW)          | Atari ST | juni 1991        | 70%   |